# Раян Доддс
Раян Доддс (англ. Rhian Dodds, нар. 21 січня 1980, Ірвін) — шотландський футболіст, що грав на позиції півзахисника, зокрема за «Кілмарнок» та національну збірну Канади.

## Клубна кар'єра
Народився 21 січня 1980 року в шотландському Ірвіні. Зростав у Канаді, в Гамільтоні, а футболом почав займатися під час навчання в американському Robert Morris College.
2003 року повернувся на батьківщину, уклавши контракт з «Кілмарноком», в якому провів п'ять сезонів, взявши участь у 48 матчах чемпіонату. 
Згодом провів кілька ігор на правах оренди за «Данді», після чого повернувся до Канади, де ще деякий час грав на рівні напівпрофесійної Канадської футбольної ліги за «Гамільтон Кроейша».

## Виступи за збірні
Залучався до складу молодіжної збірної Канади, а 2005 року провів свою єдину офіційну гру у складі національної збірної Канади і включався до її заявки на Золотий кубок КОНКАКАФ 2005.